# The Yobs Christmas Album
The Yobs Christmas Album ist das erste Weihnachtsalbum der Boys. Es erschien 1980 auf Safari Records und wurde mehrere Male wiederveröffentlicht.

## Entstehungsgeschichte
Bereits in früheren Jahren haben The Boys zu Weihnachten je eine Single mit traditionellen Weihnachtsliedern unter dem Namen The Yobs veröffentlicht. Ein Liveauftritt 1979 zusammen mit Gary Holton (ex-Heavy Metal Kids) sorgte für Aufsehen, als nach einigen Liedern die Bühne von Punks geentert wurde und der Auftritt beendet werden musste.
Ein Jahr später schlug John Craig, der Chef von Safari Records, vor, ein ganzes Album unter dem Namen Yobs einzuspielen. Die vier Bandmitglieder wählten dazu verschiedene Pseudonyme. Matt Dangerfield, Gitarrist und Sänger, firmierte auf dem Album unter dem Namen „Noddy Oldfield“, „Honest“ John Plain unter dem Pseudonym „HJ Bedwetter“. HJ ist hier sowohl als Abkürzung seines eigentlichen Pseudonyms zu verstehen, als auch als Abkürzung für die Hitlerjugend. Bereits auf den vorigen Singles hatten die Boys mit nationalsozialistischer Symbolik gespielt und diese humoristisch verfremdet. Das Pseudonym „Kid Vicious“ von Duncan „Kid“ Reid ist eine Verballhornung von Sid Vicious, dem Bassisten der Sex Pistols, während „Ebenezer Pollack“ (Jack Black) auf die Figur des Ebenezer Scrooge aus A Christmas Carol von Charles Dickens anspielte. Casino Steel, der Original-Keyboarder der Gruppe war nach To Hell with the Boys ausgestiegen.
Zusammen mit Produzent Daft Fader wurde das Album innerhalb von zwei Tagen in Pete Townshends Eel Piel Studios eingespielt und erschien rechtzeitig zum Weihnachtsfest 1980. Auf dem Album sind neben einigen traditionellen Weihnachtsliedern, die von den Boys in zeitgemäßes Punk- und Oi!-Gewand verpackt wurden, auch drei Yobs-Originale: Another Christmas, The Ballad of the Warrington und Doggy. Neben den schnelleren Punkversionen lassen sich einige Elemente, unter anderem aus dem Reggae und dem Synthie-Pop, auf dem Album finden, die als Seitenhiebe auf einige mehr oder minder populäre Musiker und Persönlichkeiten aus dieser Zeit zu verstehen sind.
Nach der folgenden Yobs on 45-Single von 1981 war das Kapitel Yobs bis 1991 erledigt. In diesem Jahr erschien das zweite Album Xmas 11.

## Titelliste
1. Rub-A-Dum-Dum – 3:08
2. Ballad Of The Warrington – 3:11
3. Another Christmas – 2:00
4. Doggy – 0:39
5. Jingle Bells – 4:39
6. Auld Lang Syne – 2:42
7. Silent Night – 3:13
8. Silver Bells – 2:44
9. C-H-R-I-S-T-M-A-S – 1:10
10. Gloria – 1:26
11. Twelve Days Of Christmas – 3:18
12. White Christmas – 1:00
13. We Wish You a Merry Christmas – 1:18
14. May The Good Lord Bless & Keep You – 2:33

## Wiederveröffentlichung
Das Album wurde 1989 erstmals auf CD veröffentlicht. 2000 gab es eine Neuauflage von Captain Oi! Records, die als Bonustracks alle Yobs-Singles bis zur Yobs on 45 von 1981 enthielt.
1. Run Rudolph Run – 2:29
2. The Worm Song – 1:11
3. Silent Night (Single version) – 3:15
4. Stille Nacht – 3:15
5. Rub-A-Dum-Dum (Single version) – 3:02
6. Another Christmas (Single version) – 2:02
7. Yobs on 45 – 5:32

## Singles

### Run Rudolph Run / Worm Song (1977)
Run Rudolph Run mit der B-Seite Worm Song war die erste Single der Yobs. Der Titeltrack wurde insbesondere durch Chuck Berrys Version bekannt, auf die sich die Boys hier beziehen. Das Original stammt aus der Feder von Johnny Marks und Marvin Brodie. Den Leadgesang übernahm Andrew Matheson, Casino Steeles ehemaliger Bandkollege von The Hollywood Brats. John Plain weigerte sich, an dem Stück mitzuwirken, da ihm der Stil zu Rhythm-and-Blues-mäßig war und er Matheson nicht mochte. The Worm Song wurde der heimliche Hit der Yobs, da John Peel das Lied in seiner Sendung eine Zeit lang als Eröffnungslied verwendete.
Auf dem Cover der Single ist Rudolf Heß vor den Toren des Kriegsverbrechergefängnis Spandau abgebildet, der mit einer roten Nase verfremdet wurde und so Rudolph, the Red-Nosed Reindeer darstellt.

### Silent Night / Stille Nacht (1978)
Silent Night, eines der bekanntesten Weihnachtslieder, erschien als zweite Single 1978, sowohl in einer deutschen Version, als auch in einer englischsprachigen. Ein deutschsprachiger Freund hatte Dangerfield das Lied aus einem deutschen Gebetbuch vorgelesen und dieser hatte es in Lautschrift mitnotiert. Da die Boys gerade Ärger mit ihrer Plattenfirma NEMS hatten, beauftragte Dangerfield einen Bootlegger mit der Veröffentlichung.
Das Cover der Single zeigt Adolf Hitler in einem Weihnachtsmannkostüm.

### Rub-A-Dum-Dum / Another Christmas
Rub-A-Dum-Dum ist die Yobs-Version von Little Drummer Boy, Another Christmas eine Eigenkomposition. Das Cover zeigt einen Soldaten der Wehrmacht im Brustausschnitt, der um seinen Hals einen Schnuller trägt.

### Yobs on 45
Yobs on 45 erschien ein Jahr nach dem Debütalbum und basierte auf der populären Stars-on-45-Serie. Die A-Seite war eine zusammengemixte Version verschiedener Yobs-Lieder, auf der B-Seite war der Album-Track The Ballad of the Warrington. Es wurden nur 200 Exemplare der Single gepresst.

## Liedinformationen
Rub-A-Dum-Dum, Another Christmas und Silent Night wurden für das Album neu eingespielt.
The Ballad of the Warrington handelt von einem Pub in Maida Vale, der bei den Bandmitgliedern sehr beliebt war. Die gesprochenen Passagen wurden von Mark Mason, einem Roadie der Band, eingesprochen. Er übernahm die Rolle des Wirtes.
Doggy ist ein Unsinnslied mit A-cappella-Gesang der Boys. Den Gast-„Gesang“ übernahm der Cockerspaniel des Plattenfirmenbesitzers John Craig.
Die Version von Jingle Bells ist an Gary Numans Elektropop angelehnt. John Plain hasste Numan, da er gerade auf Beggars Banquet, dem gleichen Label wie Numan, ein Album namens New Guitars zusammen mit Pete Stride (The Lurkers) aufgenommen hatte, die Plattenfirma sich aber ausschließlich um Numan kümmerte. Die Version ist also als satirischer Seitenhieb zu verstehen.
Das Klavierintro von Silent Night ist ein Seitenhieb auf den britischen Komiker Les Dawson, der ähnlich schlechte Klaviersolos benutzte. Trotz des englischen Titels ist das Lied mit deutschem Text unterlegt und eigentlich eine Neueinspielung des Single-Tracks Stille Nacht.
Silver Bells ist eine Coverversion von Jim Reeves. Bei Gloria (Kurztitel von Gloria in excelsis Deo) wurden alle verfügbaren Menschen, die sich zum Zeitpunkt der Aufnahme in der Nähe des Studios aufhielten, für den Chor verwendet. White Christmas ist eine Coverversion von Irving Berlin. Der Reggae-Gesang wurde von Toningenieur Mike Pela übernommen.
We Wish You a Merry Christmas enthält indische, jiddische und chinesische Textpassagen. May the Good Lord Bless & Keep You enthält Sid Vicious-ähnlichen Gesang.